# 今村紫紅
今村 紫紅（いまむら しこう、 1880年（明治13年）12月16日 - 1916年（大正5年）2月28日）は、神奈川県横浜市出身の日本画家。本名は寿三郎。35歳（数え年で37歳）で夭折したが、大胆で独創的な作品は画壇に新鮮な刺激を与え、後進の画家に大きな影響を与えた。主要作品『近江八景』連作 （1912年、東京国立博物館、重文)）、『熱国の巻』 （1914年、東京国立博物館、重文）など。

## 生涯

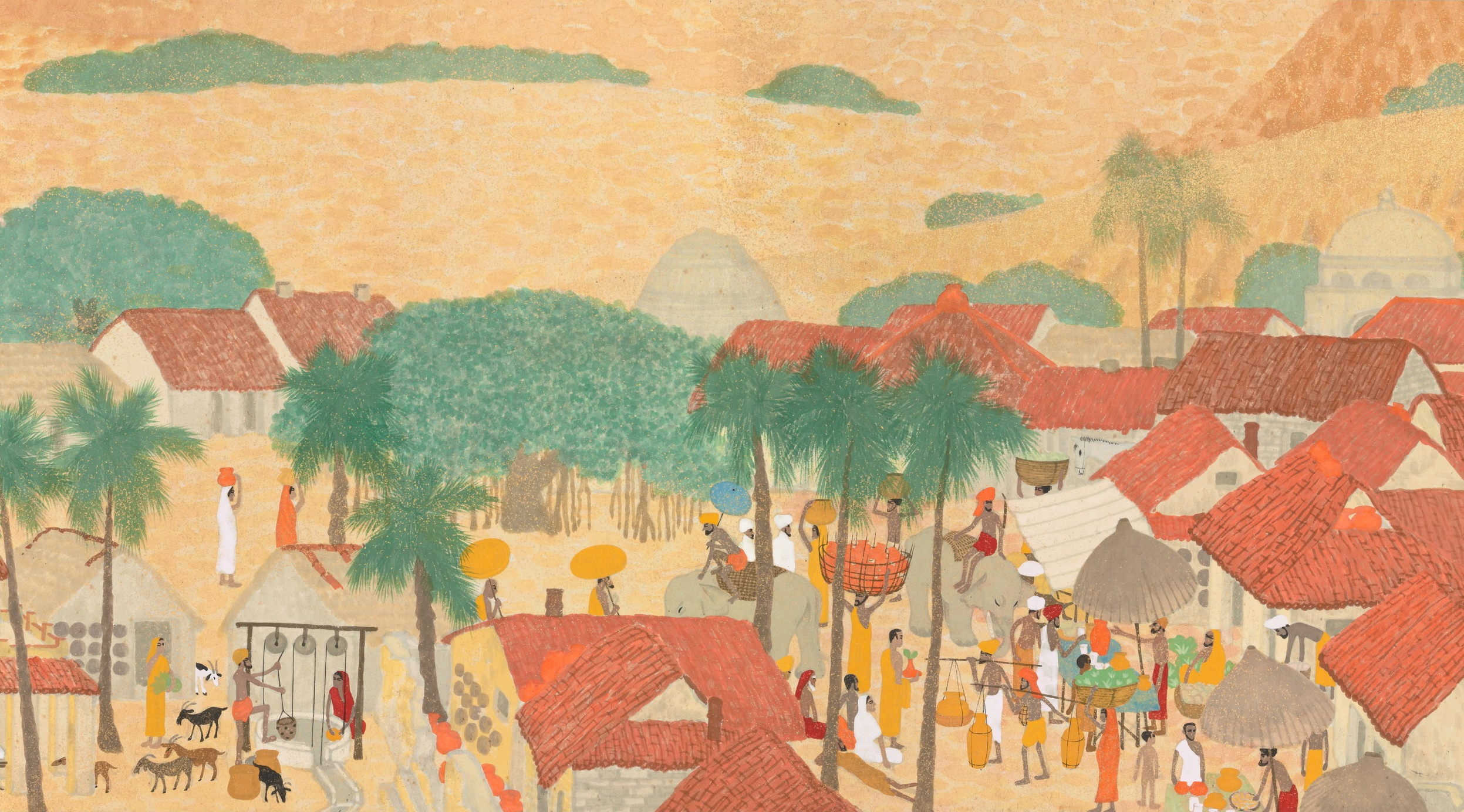
『熱国之巻』（部分）1914年

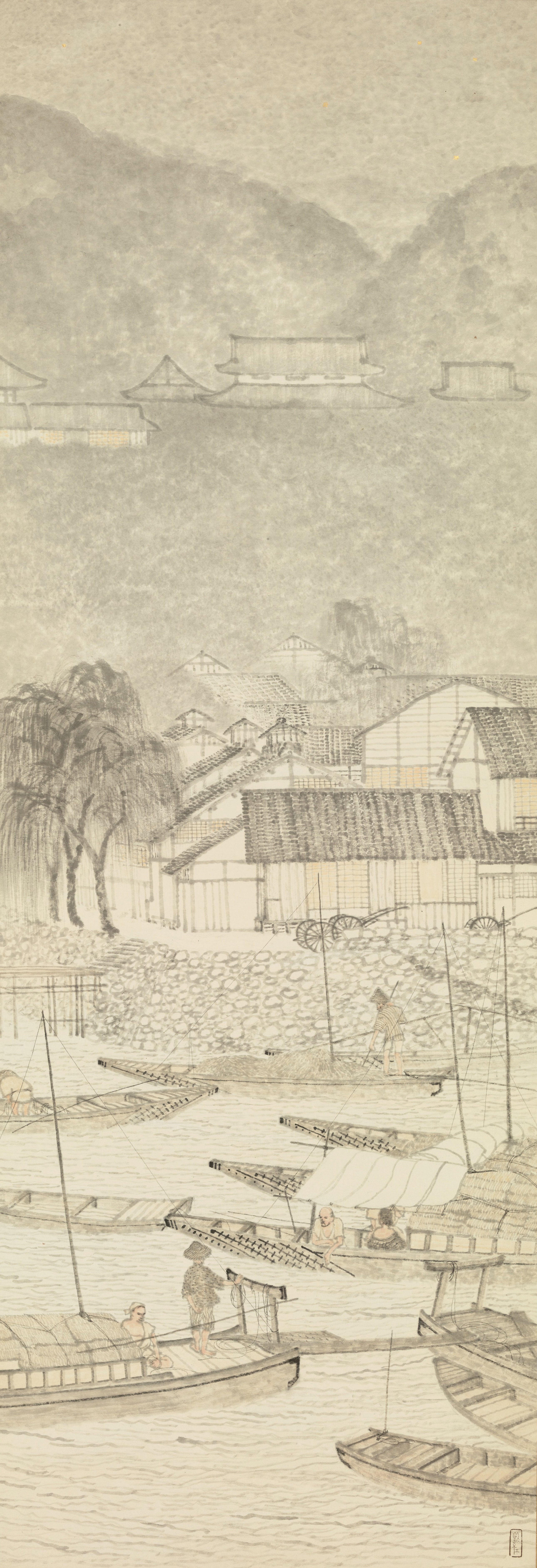
『近江八景』のうち「三井（晩鐘）」1912年

### 生い立ち
今村寿三郎（後の紫紅）は、広く言えば馬車道に含まれる、横浜市尾上町に住む今村岩五郎の三男として生まれる。今村家は元々伊豆出身で、祖父の代に江戸に出て提灯屋を営み、末っ子だった父岩五郎は、新天地の横浜で一旗揚げようと、輸出向け提灯を商っていた。寿三郎は1895年（明治28年）、15歳ごろ山田馬介という画家にターナー風の水彩画を学び、干支に因んで「龍介」の雅号を貰う。

### 修業時代
1897年（明治30年）、長兄保之助（号・興宗）の勧めで、兄と共に松本楓湖に師事、特に兄の厳しい指導のもと大和絵の粉本の模写に明け暮れる。兄の指導は厳しく、まだまともに描けない状態で銀座界隈まで写生に行かせたり、走っている馬を写生するため人間も走りながら写生しろと言ったり、色を強く塗ると叱りつけ水で洗い流して描き直しをさせたという。翌1898年（明治31年）、様々な美しい色彩を表す「千紫万紅」から二字を取り、自ら「紫江」と号す。同年10月、日本美術協会展で早くも初入選。1900年（明治33年）、生涯の友となり行動を共とする安田靫彦らの紫紅会に入会するが、会名と紫紅の名前が同じため会名を紅児会と改称。同会、および楓湖門下生を中心とする巽画会で、主に歴史人物画の研究を進め、新日本画の開拓のリーダー的存在となる。

### 岡倉覚三（天心）らとの出会い
1907年（明治40年）春に訪れた茨城県五浦の日本美術院研究所では、靫彦とともに岡倉覚三（天心）の指導を受け菱田春草や横山大観らの制作姿勢に大きな刺激を受けた。紫江が五浦に着いた晩、岡倉に「君は古人では誰が好きですか」と訊ねられると、即座に「宗達です」と答え、岡倉に認められるきっかけとなった。当時、宗達は光琳の影に隠れて余り知られておらず、紫江の日本画への造詣の深さを窺わせる。またこの逸話は、宗達が再評価されるきっかけとなった逸話としても知られる。同年9月、新派による国画玉成会にも参加。同年、第一回文展に出品した「秋風五丈原」は落選となるも本人は気にせず、上野公園で文展審査員の荒木十畝の後ろを歩きながら、「十畝の絵はありゃなんだ。全然出来てないではないか」と、本人に聞こえるのも平気で声高に言い放ったという。

### 南画への傾倒
1911年（明治44年）から原三渓の援助を受け、原邸で毎月、三渓の収集した日本や中国の古美術鑑賞を行い、明清画や富岡鉄斎を研究する。1912年（明治45年）、第6回文展に出品した「近江八景」で二等賞を受賞。この作品で大和絵の伝統を継ぎながらも、南画研究による柔らかな筆致と、当時紹介された後期印象派的な点描と色彩の対比を融合させ、紫紅独自の様式を確立する。
1914年（大正3年）単身インド　に渡航して、帰国後経営者同人として参加した第1回日本美術院の再興院展出品作「熱国之巻」(東京国立博物館蔵)は、紫紅芸術の頂点を示す作品である。大胆な構図と華麗な色彩を特色とし、大和絵の伝統に琳派・印象派・南画などの新解釈の手法を加えた。同年、速水御舟ら若手作家を率いて赤曜会を結成。小杉放庵や長谷川昇らから、「目黒の貸元」とあだ名された。「入る日・出る日」など、特に後期の作品には南画風のものが多く、新南画と呼ばれる潮流の形成を促した。

### 日本画の革新
紫江は常々「日本画がこんなに固まってしまったんでは仕方ありゃあしない。とにかく破壊するんだ。出来上がってしまったものは、どうしても一度打ち壊さなくちゃ駄目だ。そうすると誰かが又建設するだろう。僕は壊すから君達、建設してくれ給え。」「徳川以降の絵はひどく堕落している。何と言っても建設より破壊が先だ。」「暢気に描け。芸術に理窟はいらない。何事にも拘束されず、自由に、快活に自己の絵を描け」と仲間たちに語っていた。日本画の因習を壊そうとし、主題、構図、彩色など絵画の全ての面で自由な創意による新しい日本画への改革こそ、紫江の生涯をかけた命題であった。
その芸術的革新性と、若手の親分格としての豪放な性格から、将来を大いに期待されたが、酒による肝臓病と脳溢血のため、35歳で死去。墓所は世田谷区北烏山の妙高寺（烏山寺町内）。墓石は安田靫彦が考案し、施主は原三渓が務めた。紫江の人柄について、靫彦は「君は極めて意志の強い人であった。実によい頭脳をもって居た人であった。あの燃える様な感情を持って居ながら、一方に常に緻密な頭脳で平静な判断や内省を行って居た。」といい、速水御舟は「氏は敵とも未方ともならないやうな人は嫌いであった。又なかなか情に厚い人で、且つ道徳的の人であった」と記している。

## 代表作

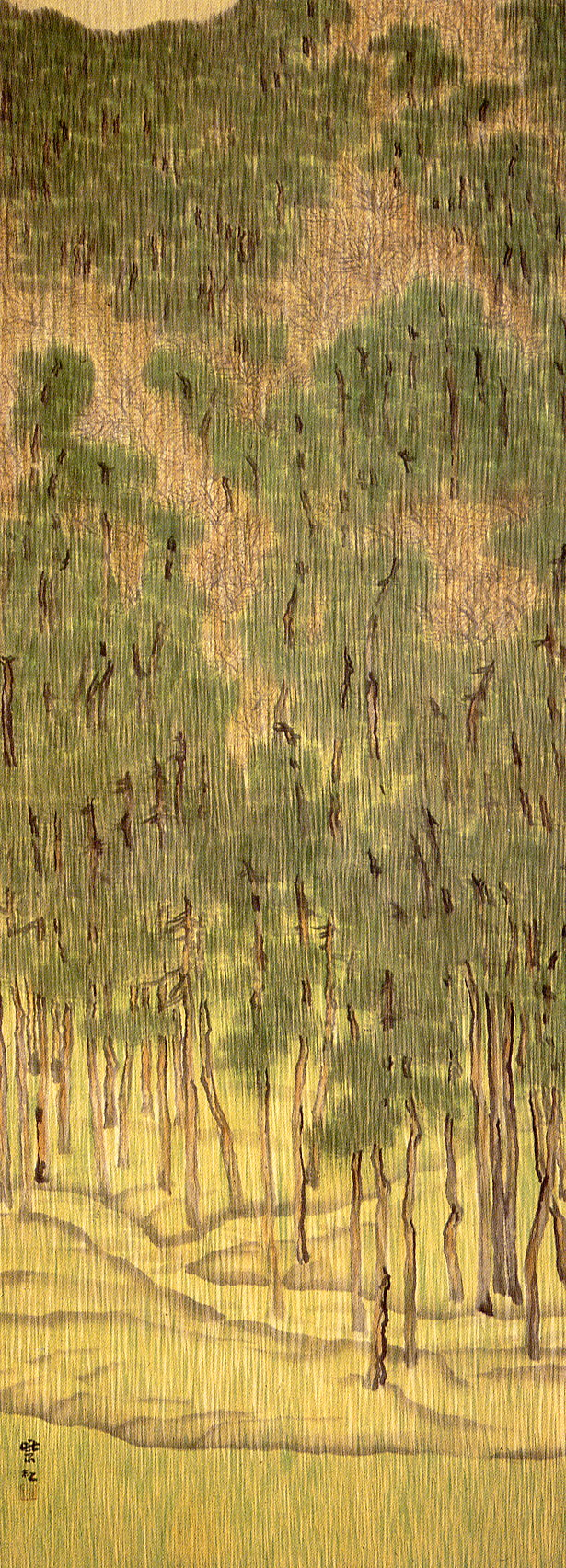
細雨 1915年（横浜美術館）

- 平親王 （横浜美術館） 1幅 明治40年（1907年）東京勧業博覧会
- 時宗 （東京国立近代美術館） 絹本著色 1幅 明治41年（1908年）第一回国画玉成会 三等賞第二席
- 達磨［説法］（東京国立博物館） 絹本著色 1幅  明治43年（1910年）第十回巽画会
- 伊達政宗 （横浜美術館） 絹本著色 1幅  明治43年（1910年）第十二回紅児会

富取風堂の回想によれば、政宗の袴右側が薄くぼやけているのは、使っていた白群（顔料の名称）が途中で無くなってしまい、面倒臭いからと薄めてぼかしたためだという。
- 風神雷神 （東京国立博物館） 絹本著色 双幅 明治44年（1911年）
- 護花鈴 （東京、霊友会妙一記念館） 絹本著色 六曲一双 明治44年（1911年）第五回文展
- 宇治の山路 （静岡県立美術館） 絹本著色 1幅 明治45年（1912年）
- 近江八景 （東京国立博物館） 紙本着色 8幅 大正元年（1912年）第六回文展 重要文化財
- 龍虎 （埼玉県立近代美術館） 大正2年（1913年）絹本著色 双幅
- 熱国之巻 （東京国立博物館） 紙本著色 朝之巻と暮之巻の2巻 大正3年（1914年）再興第一回院展 重要文化財

紫江一番の代表作で、紫江にとって極めて実験的、冒険的作品。紫江はこの作品を描くにあたり、原三渓から一年分前借りした援助金や、自分の作品を売ってインドへの旅費を捻出した。この年の2月23日に神戸を出航し、3月20日にビルマのラングーン（現ヤンゴン）に到着、カルカッタ（コルカタ）に15日滞在した。インドでは記載の不備のため上陸許可が降りず、船上や波止場から写生したとされる。ここに描かれた熱国がどこの国か特定するのは難しいが、「朝の巻」はシンガポールやベナンの水上生活者に、「夕の巻」はガンジス川支流に臨むカヤに取材しているものと考えられる。単純化されたモチーフ、明瞭な色彩とふんだんな金砂子の眩いばかりの光の世界は、日本画の表現方法がもつ可能性をふくらませた。
- 南風 （個人蔵） 絹本著色 1幅 1915年（大正4年）第一回赤曜会
- 沙魚 （横浜美術館） 1幅 1915年（大正4年）
- 細雨 （横浜美術館） 1幅 1915年（大正4年）
- 早春 （山種美術館） 1幅 1916年（大正5年）

## 参考資料
書籍
- 竹田道太郎編 『近代の美術37 今村紫紅とその周辺』 至文堂、1976年
- 中村渓男 『今村紫紅 ─ 近代日本画の鬼才』 有隣堂〈有隣新書47〉、1993年 ISBN 978-4-8966-0113-8
- 中野慎之「新南画の成立と展開」『鹿島美術研究』年報31号別冊、2014年

図録
- 『特別展 今村紫紅 ─その人と芸術─』 山種美術館、1984年
- 『日本美術院創立100周年記念特別展 近代日本美術の軌跡』 東京国立博物館、1998年